# Pseudopiptocarpha
Pseudopiptocarpha är ett släkte av korgblommiga växter. Pseudopiptocarpha ingår i familjen korgblommiga växter.
Kladogram enligt Catalogue of Life:
| Pseudopiptocarpha | \| \| Pseudopiptocarpha elaeagnoides \| \| \| \| \| \| Pseudopiptocarpha schultzii \| \| \| \| |
|                   | \| \| Pseudopiptocarpha elaeagnoides \| \| \| \| \| \| Pseudopiptocarpha schultzii \| \| \| \| |
|                   | Pseudopiptocarpha elaeagnoides                                                                 |
|                   |                                                                                                |
|                   | Pseudopiptocarpha schultzii                                                                    |
|                   |                                                                                                |